# Hello, Dolly!
 Hello, Dolly! és una pel·lícula musical estatunidenc dirigit per Gene Kelly. Estrenat el 1969, és una adaptació de la comèdia musical Hello Dolly de Michael Stewart i Jerry Herman creada el 1964, i inspirada en l'obra de Thornton Wilder, The Matchmaker. Ha estat doblada al català.

## Argument
Nova York, 1890. Dolly Gallagher Levi és un «matrimonier» professional. És contractat per Horace Vandergelder, un solter de Yonkers convertit en milionari gràcies al comerç del gra, que vol preparar un ric matrimoni per la seva neboda, Ermengarde, malgrat la seva atracció per Ambrose Kemper, un artista desdinerat. Però Dolly es posa igualment a buscar per Horace una esposa.

## Repartiment
- Barbra Streisand: Dolly Levi

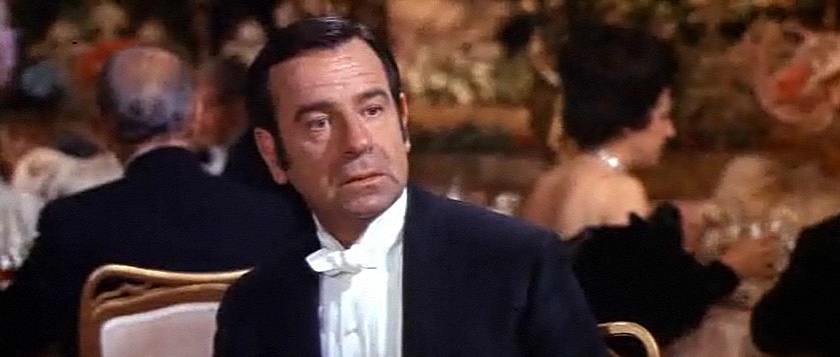
Walter Matthau

- Walter Matthau: Horace Vandergelder
- Michael Crawford: Cornelius Hackl
- Marianne McAndrew: Irene Molloy
- Danny Lockin: Barnaby Tucker
- E.J. Peaker: Minnie Fay
- Joyce Ames: Ermengarde Vandergelder
- Tommy Tune: Ambrose Kemper
- Judy Knaiz: Gussie Granger / Ernestina Simple
- David Hurst: Rudolph Reisenweber
- Fritz Feld: Fritz, el maitre d'hotel
- Richard Collier: Joe, el barber
- J. Pat O’Malley: El policia del parc
- Louis Armstrong: Ell mateix

## Cançons

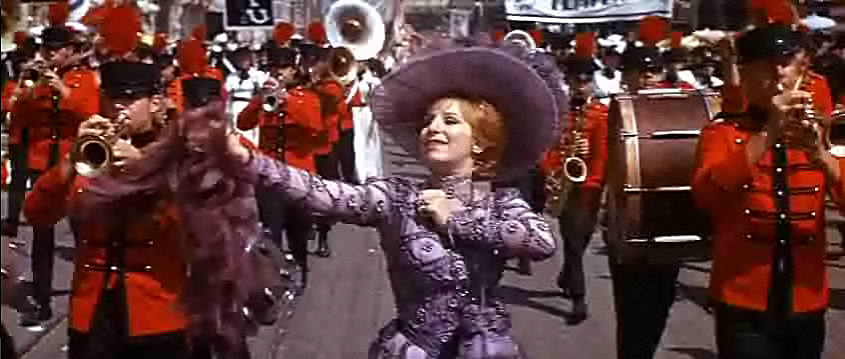
Barbra Streisand a Before the Parade Passes By

- Call On Dolly
- Just Leave Everything To Me
- It Takes a Woman
- It Takes a Woman (Reprise)
- Put on Your Sunday Clothes
- Ribbons Down My Back
- Before the Parade Passes By
- Elegance
- Love Is Only Love
- Hello, Dolly!
- It Only Takes a Moment
- So Long, Dearie
- Finale

## Premis i nominacions

### Premis
- 1970: Oscar a la millor direcció artística per John DeCuir
- 1970: Oscar a la millor música per Lennie Hayton i Lionel Newman
- 1970: Oscar al millor so per Jack Solomon i Murray Spivack

### Nominacions
- 1970: Oscar a la millor pel·lícula
- 1970: Oscar a la millor fotografia per Harry Stradling Sr.
- 1970: Oscar al millor vestuari per Irene Sharaff
- 1970: Oscar al millor muntatge per William Reynolds
- 1970: Globus d'Or a la millor pel·lícula musical o còmica
- 1970: Globus d'Or al millor director per Gene Kelly
- 1970: Globus d'Or a la millor actriu musical o còmica per Barbra Streisand
- 1970: Globus d'Or a la millor actriu secundària per Marianne McAndrew
- 1970: BAFTA a la millor actriu per Barbra Streisand
- 1970: BAFTA a la millor direcció artística per John DeCuir
- 1970: BAFTA a la millor fotografia per Harry Stradling Sr.

## Galeria

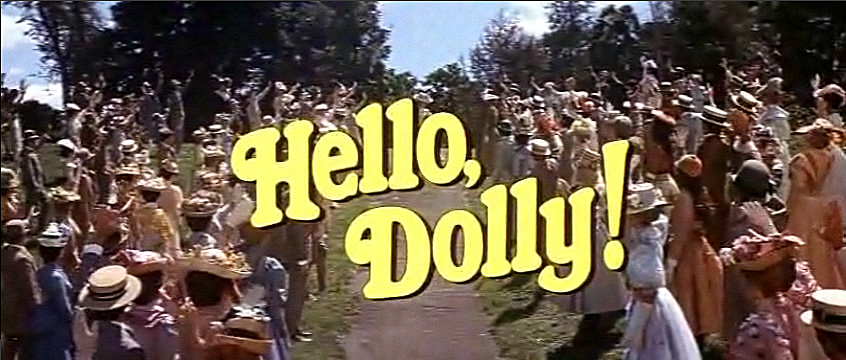
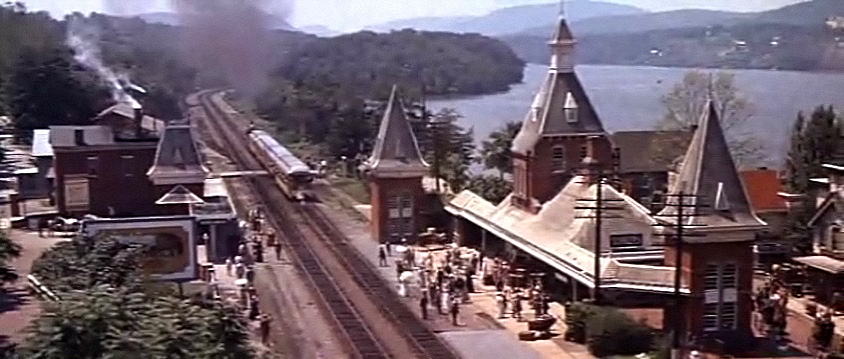
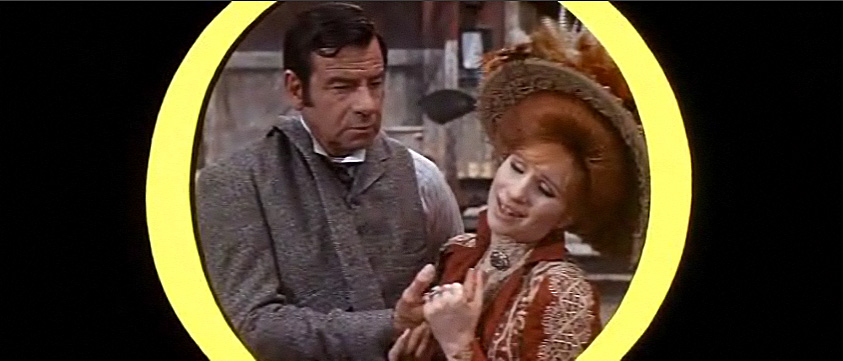
Walter Matthau i Barbra Streisand
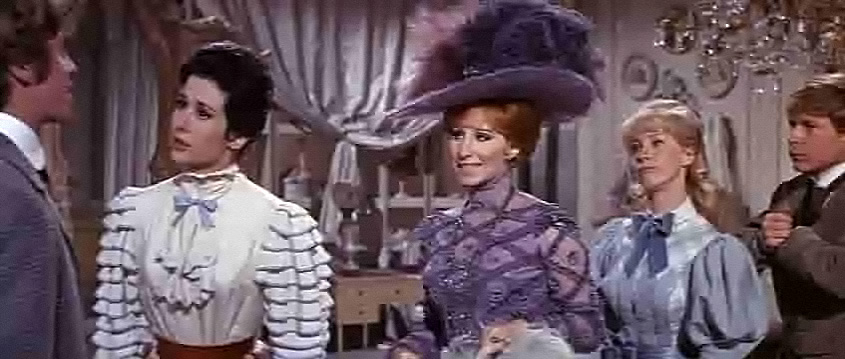
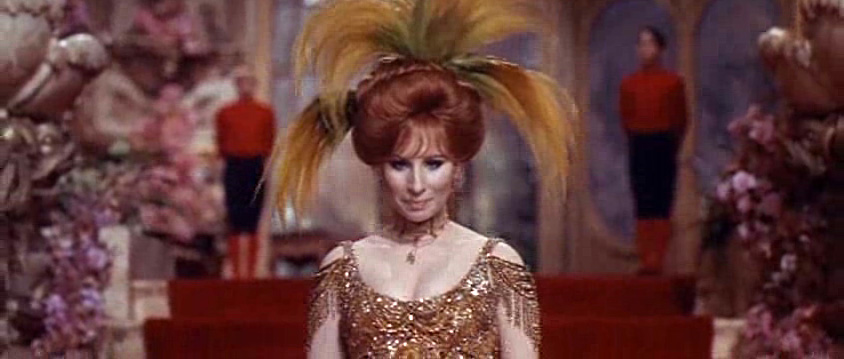
Barbra Streisand
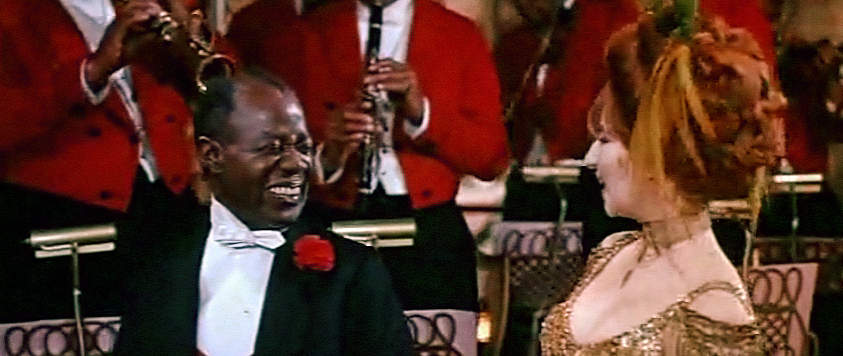
Louis Armstrong i Barbra Streisand
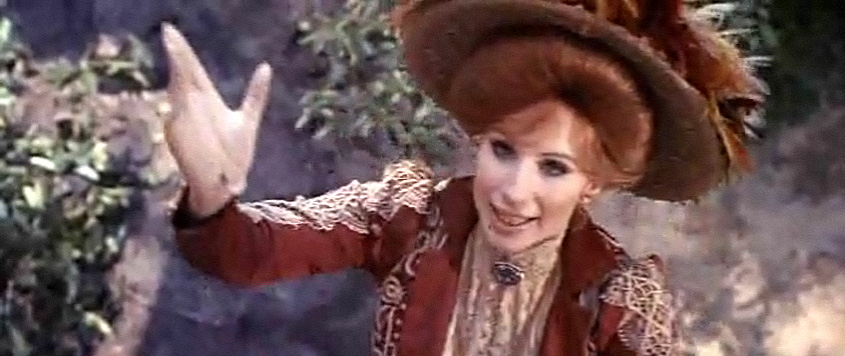

## Al voltant de la pel·lícula
- Elizabeth Taylor va ser proposada per al paper de Dolly encara que no sabia cantar.
- Tot i convertir-se en una de les 5 més grans recaptacions de l'any 1969, la pel·lícula va contribuir - amb els fracassos de les dues grans altres comèdies musicals precedents de la Fox, L'Extravagant Doctor Dolittle (1967) amb Rex Harrison i Star! (1968) amb Julie Andrews - a la quasi fallida dels estudis. Una única pel·lícula serà produïda el 1970 i la salut financera no es retrobarà fins a l'estrena de La melodia de la felicitat el 1973.